# Jean Gaspard de Vence
Jean Gaspard de Vence, né le 6 avril 1747 à Marseille et mort le 12 mars 1808 en son château de Vaulichères (Tonnerre), est un corsaire et officier de marine français du XVIIIe siècle et du début du XIXe siècle, qui termine sa carrière avec le grade de contre-amiral et devient le premier préfet maritime de Toulon.

## Biographie

### Une formation alternant course et marine du Roi
Son père Nicolas (1697-1771), fortuné, ancien capitaine de vaisseau marchand, est armateur et intendant de la Santé à Marseille. Il possédait des exploitations sucrières à Saint-Domingue et avait également participé avec la famille Clary à la fabrication de savon à Marseille ; sa mère, Marie Caudière, était issue d'une vieille famille de juristes et de marins de la bourgeoisie de Martigues, qui donnera notamment Paul Caudière. Par sa mère, il est également le cousin de Jean-Joseph Rigordy et de Joseph Roux.
Baptisé en l'église Saint-Laurent de Marseille, Jean Gaspard Vence a pour parrain Jean Timon-David.
Son frère ainé Jean-Baptiste (1729-1790), capitaine de vaisseau marchand et corsaire, négociant-armateur à Saint-Domingue et Marseille, en relations avec Boynes et membre du Comité colonial de Saint-Domingue, a reçu de Louis XV une épée d'honneur en 1757 pour sa bravoure en divers combats,. Il commanda au sculpteur Fossaty le mausolée érigé à Port-au-Prince en hommage au gouverneur Victor-Thérèse Charpentier,. Il est le père de Nicolas Jean-Baptiste Vence et l'arrière-grand père de Charles-Émile Camoin de Vence.
Gaspard Vence grandit dans un environnement lié à la mer et s'embarque à quinze ans à Bayonne vers Saint-Domingue pour y rejoindre son frère ainé Jean-Baptiste et y faire une campagne corsaire. Il fait de solides études de mathématiques et de navigation. En 1766 il sert ensuite dans la Marine royale sur le vaisseau de 74 canons Le Protecteur, commandé par Broves et faisant partie de l'escadre du prince de Bauffremont (Levant). Retournant naviguer au commerce, il devient rapidement capitaine et, en 1767, il parcourt les côtes d'Afrique sur L'Auguste, mais fait naufrage entre Le Cap et Saint-Philippe (pt) de Benguela. Il s'ensuivra une marche de quatre mois en terre aride au milieu de grandes souffrances pour rejoindre la civilisation ; de nombreux membres de l'équipage périront lors de l'expédition, lui rentre à Marseille à demi-mort du scorbut.

### Capitaine corsaire et officier du Roi pendant la guerre d'Amérique

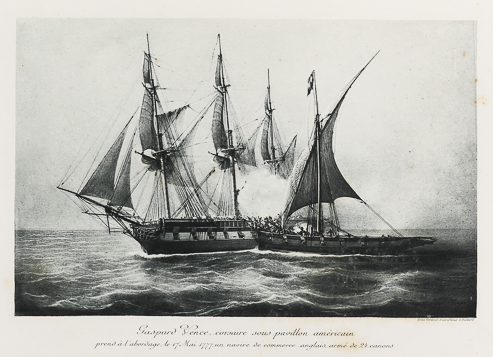
« Gaspard Vence, corsaire sous pavillon américain, prend à l'abordage, le 17 mai 1777, un navire de commerce anglais armé de 24 canons »

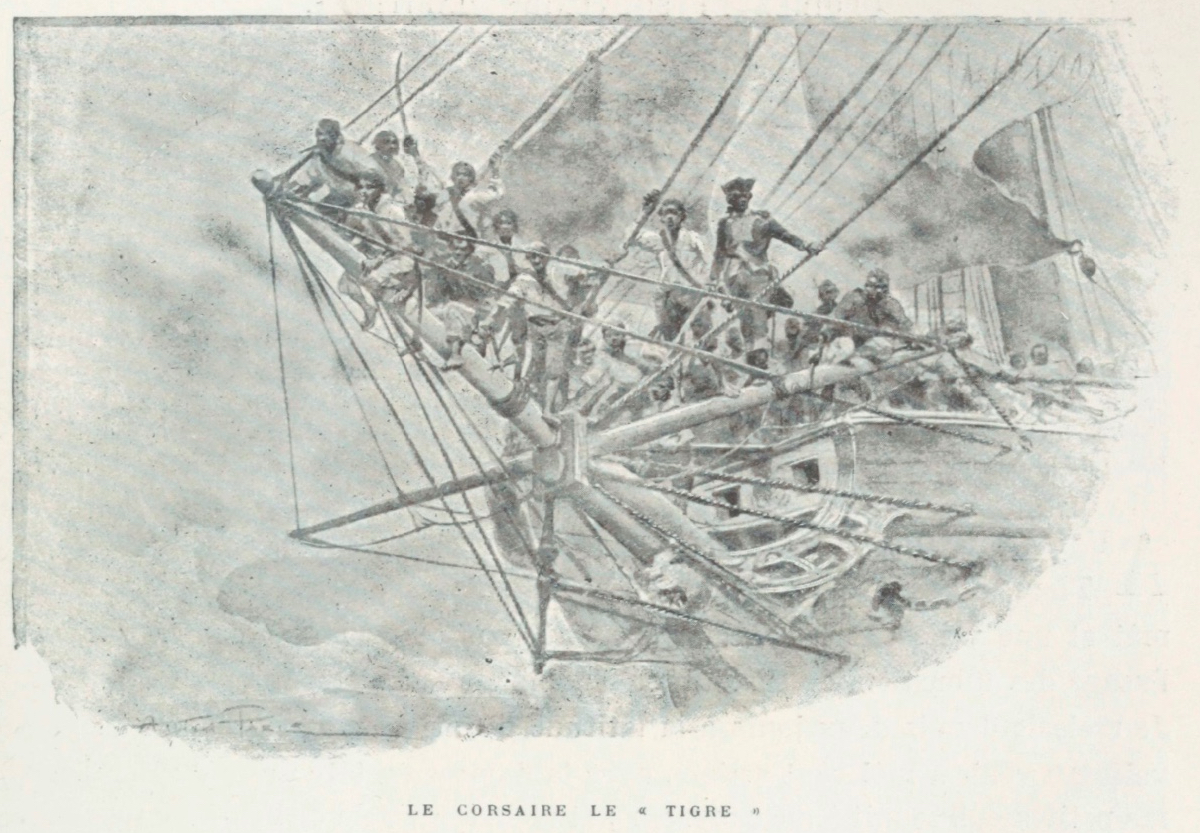
Vence sur le corsaire le Tigre.

À peine remis, il part pour les Antilles et se trouve à la Martinique en 1776, au début de la Guerre d'indépendance américaine. La France n'étant pas encore entrée dans la Guerre d'indépendance des États-Unis, il obtient auprès du Congrès américain une lettre de marque lui permettant ainsi de pratiquer la course sous pavillon américain. Il sert d'abord comme capitaine corsaire sur le chebec La Victoire. Il commandera plusieurs de ses bateaux corsaires aux chantiers navals de La Seyne.
En mai 1777, capitaine du Tigre, équipé de 14 canons de 6, n'ayant qu'un mât et une voile demi-latine, mais monté de 120 hommes, il prend possession d'un vaisseau de commerce anglais, armé de 24 canons et d'une cargaison de cinq cent mille livres. Des plus réputés, il est alors considéré comme un corsaire redoutable et effectue nombre de prises : en 18 mois aux Antilles, il effectue 211 prises et 40 combats ; sa tête est alors mise à prix à deux millions par le Parlement britannique et Lord North. Vence et un autre corsaire, Louis Pringent, font tant de prises que les assurances pour le retour des navires de la Dominique, de la Grenade et de Saint-Christophe montent à Londres de 23%.
Dès que Louis XVI déclare la guerre à la Grande-Bretagne, Vence se hâte de reprendre le pavillon de son roi. Sa notoriété aux Antilles incite le marquis de Bouillé, gouverneur des îles du Vent françaises, à solliciter ses services pour la prise de la Dominique et à la tête de 400 flibustiers équipés à ses frais, Vence prend le fort de Cachacrou qui détermine la prise de l'île. Le lendemain il remporte une victoire non moins belle sur ses hommes en les empêchant « de piller et égorger les habitants de l'île qu'ils viennent de conquérir au nom du Roi » : pour cela Vence donne cent vingt portugaises (5 280 livres) de sa propre bourse à ses quatre cents flibustiers.
Il rentre à la Martinique avec un brevet de lieutenant de frégate en récompense de fait d'armes exceptionnel, et est nommé commandant de la Truite le 20 septembre 1778. L'amiral d'Estaing sollicite son aide lors de la bataille de Sainte-Lucie quelques mois plus tard. Il prend le commandement de La Cérès le 1er janvier 1779.
Il passe ensuite comme lieutenant de vaisseau sur Le Languedoc de l'Amiral d'Estaing, qui a entendu parler de ses exploits et avec lequel il se lie d'une solide amitié. Il participe de manière décisive à la prise de la Grenade aux mains de Lord Macartney, gouverneur de l'île. Il joue un rôle déterminant dans la prise du Morne de l'Hôpital qui commande la position de l'île. À la tête de quatre-vingts grenadiers, Vence parvient en haut du morne, force les barricades, et s'empare des batteries du côté de l'est. À son approche, les milices lâchent pied ; leur désertion répand l'alarme parmi les soldats. Il les poursuit  sans leur donner le temps de revenir à eux-mêmes, et s'élançant vers le pavillon anglais qui flottait sur la batterie principale, il en coupe la drisse d'un coup de sabre, l'amène, le met sous son bras, et arbore à la place la pavillon français. Lorsque les grenadiers anglais, revenant de leur terreur, s'aperçoivent qu'il n'a sous ses ordres qu'environ quatre-vingts hommes et que la colonne qu'il précède, commandée par le comte d'Estaing en personne, est encore éloignée, ils reviennent à la charge. Vence, adossé au mât de pavillon et ayant entouré son bras gauche avec le pavillon anglais dont il se fait un bouclier, se défend seul pendant plusieurs minutes, sans autre arme que son sabre, contre une troupe de grenadiers qui l'attaquent confusément avec sabre et baïonnette. Il aurait à la fin succombé si Houradoux, sergent de son détachement (régiment de Hainaut), ne s'était avancé pour le secourir et lui sauver la vie. À l'instant, le comte d'Estaing lui-même arrive à la tête de sa colonne, et tous reprennent la fuite. Vence, lui présentant le pavillon anglais qu'il vient d'enlever, lui présente aussi le sergent Houradoux qui est alors fait officier. L'amiral d'Estaing ayant fait diriger sur la ville les canons du Morne, Lord Macartney se rend à discrétion.
À l'attaque du Morne, la cassette du Lord Macartney tombe dans les mains de Vence ; elle renferme entre autres des bijoux et la plaque en diamant de son Ordre du Bain (objet de près de cinquante mille livres). Vence rapporte à Lord Macartney la cassette dont les lois de la guerre l'avaient rendu maître. Vence ayant fait preuve d'une grande valeur lors de la prise de l'île, lui sont promises la croix de Saint-Louis et la confirmation de son grade. Vence est nommé capitaine du port qu'il a soumis à la domination française. Ses exploits inspirent le vicomte de Noailles, qui fait sa connaissance lors de la prise de la Grenade.

« Vence à la prise de la Grenade »
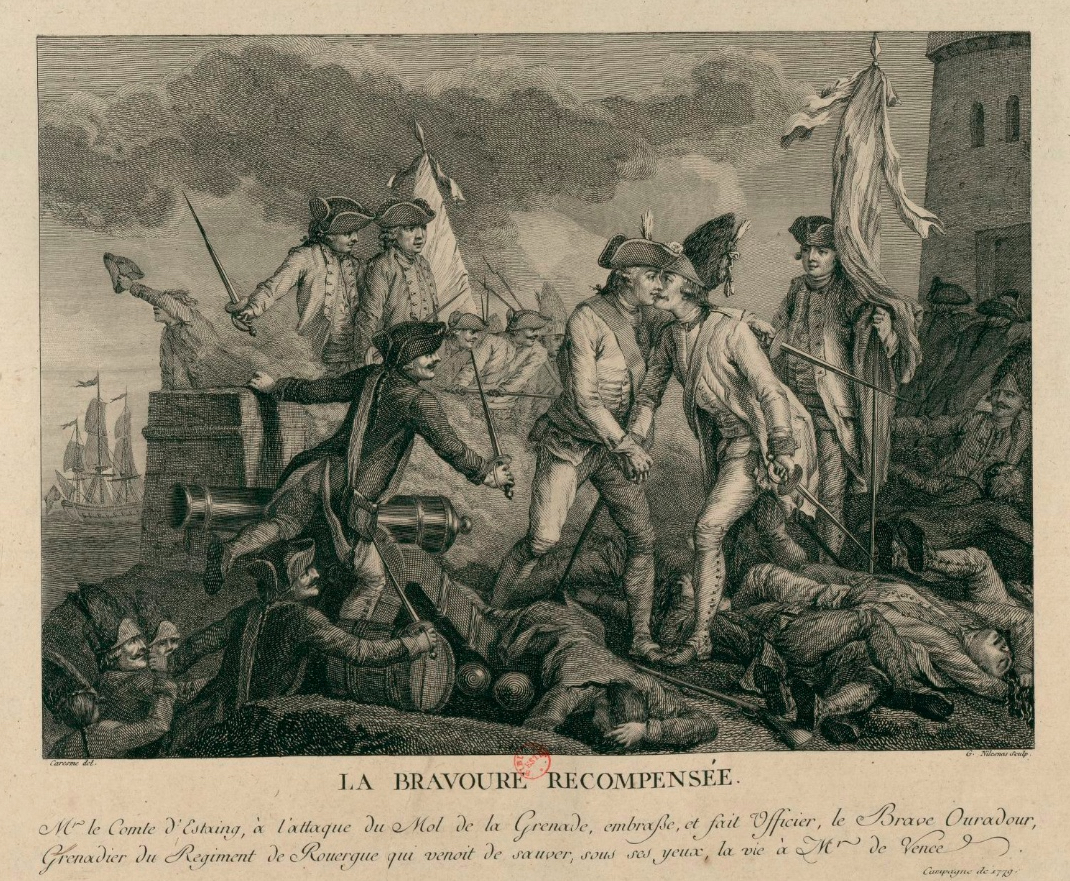
« La bravoure récompensée : Mr le comte d'Estaing, à l'attaque du Mol de la Grenade, embrasse, et fait officier, le Brave Ouradour, grenadier du régiment de Rouergue que venait de sauver, sous ses yeux, la vie à Mr de Vence. »
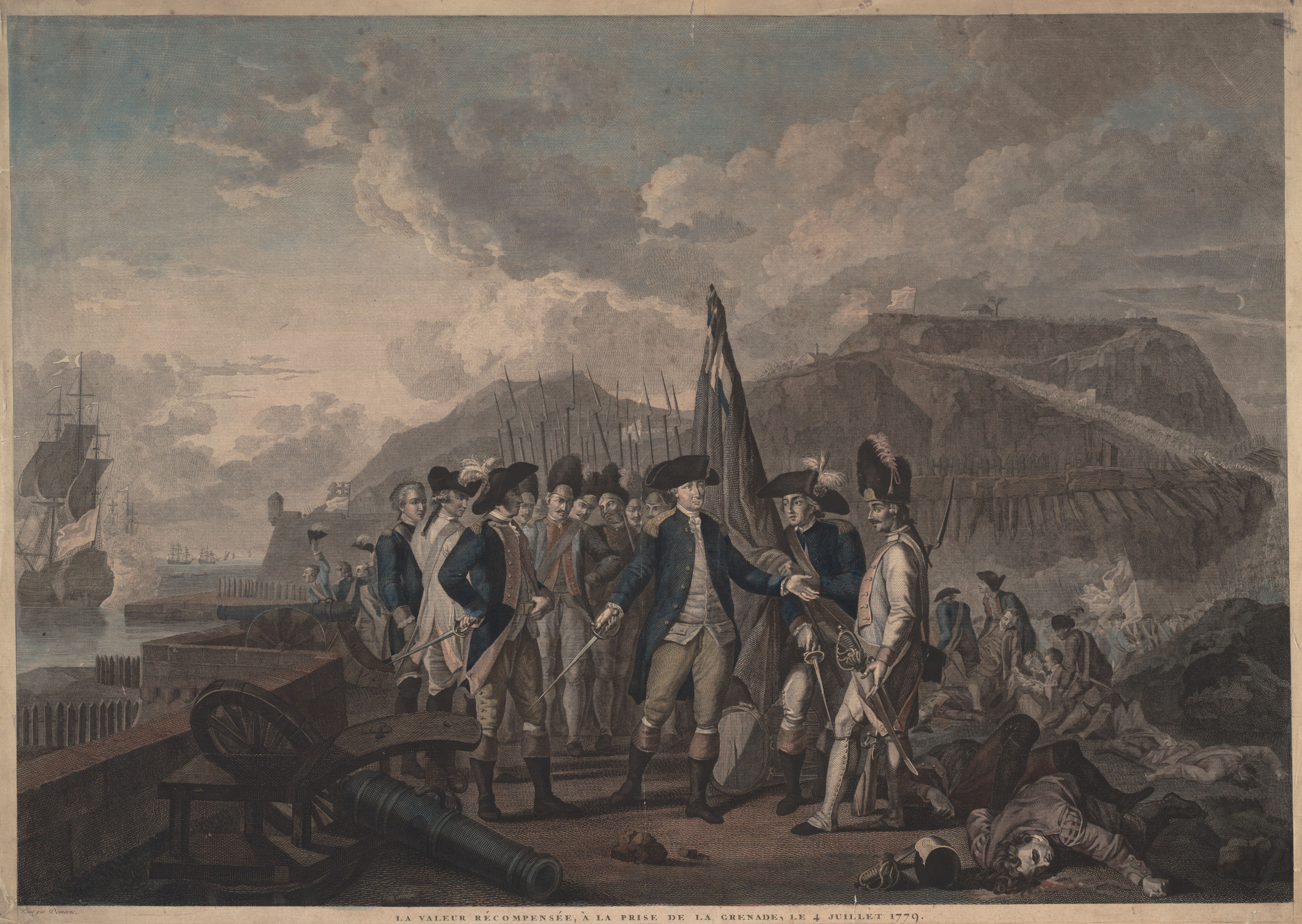
« La valeur récompensée, à la prise de la Grenade, le 4 juillet 1779 »
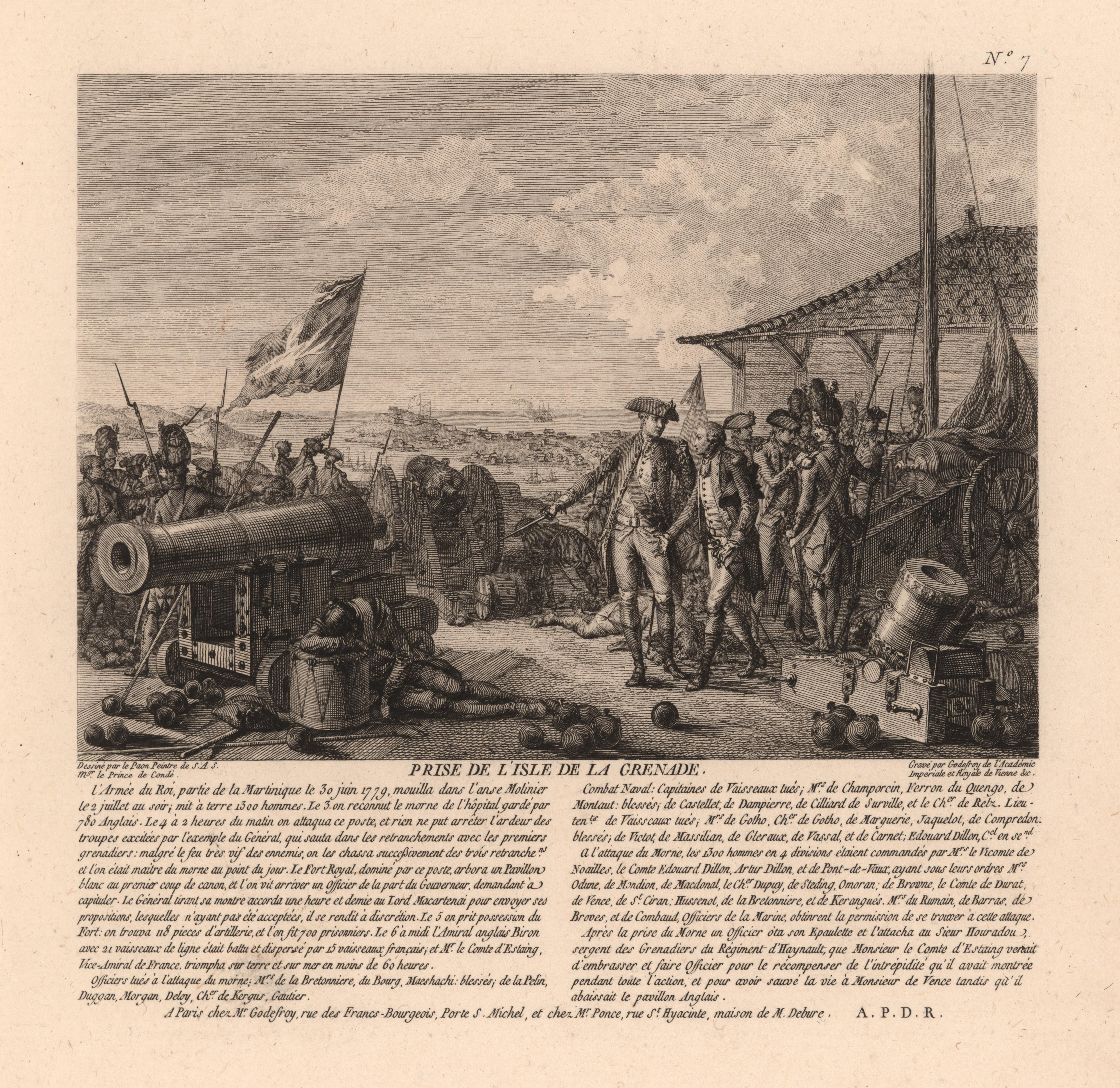
Prise de l'isle de la Grenade.

Au mois de septembre, pour soutenir les Insurgents en difficultés en Géorgie, le comte d'Estaing attaque Savannah. Vence commande encore l'avant-garde durant l'expédition de Savannah, à la tête de quatre-vingts grenadiers volontaires, chargé d'attaquer la principale redoute de Spring-Hill. Cinq cents hommes grenadiers destinés à le soutenir, et commandés par deux colonels le suivent, le comte d'Estaing commande en personne une troupe d'élite ; et Benjamin Lincoln, avec ses Américains, fait une fausse attaque du côté opposé. Vence fait brèche à l'abatis, franchit les retranchements au milieu du feu le plus violent, et entre dans la redoute, l'épée à la main. Le détachement de grenadiers qui devait le soutenir arrivant à la brèche de l'abatis, le feu parut si terrible en cet endroit que ceux qui commandaient ce détachements préfèrent contourner le long de l'abatis, mais se retrouvent piégés dans un marais sous les tirs des Anglais avant de pouvoir se retirer. Il y avait près d'une heure que Vence se maintenait dans l'attaque de la redoute, mais n'étant point secouru, voyant l'armée défiler, et restant presque seul au milieu d'un "monceau de cadavres", il est contraint de faire retraite et de repasser le fossé, lui treizième et dernier, sans avoir reçu la moindre blessure. Le comte d'Estaing, moins heureux, est emporté par le capitaine de Vence et ses quelques grenadiers. Il est un des rares à sortir avec gloire de cette défaite française, ses contemporains louèrent cette action et l'amiral, dans un courrier au Ministre de la Marine, crut pouvoir affirmer que si Vence avait été suivi, « la place aurait été emportée ».
C'est à cette époque que le chevalier de Borda lui forgea la devise : « Vence toujours devance ».
Mais à 32 ans, sa brillante réussite : il est fait chevalier de Saint-Louis le 24 janvier 1780 et capitaine de port ; sa fortune, et surtout l'amitié active de l'amiral d'Estaing suscitent des jalousies aiguës. Le marquis de Bouillé, à l'origine pourtant très favorable à Vence, se joint à ses ennemis qui sont ceux de l'amiral d'Estaing. Dès sa prise de fonction comme capitaine de port de la Grenade, certains sous-ordres, ultérieurement condamnés pour prévarication et faux témoignages qui convoitent la place, l'accusent d'avoir succombé à la tentation de prélever sur la vente de matériels de marine au rebut un millier de livres. En réalité, il a seulement utilisé des mâts de bateau pour créer des pontons dans le port. Ces accusations ridicules, sa fortune excédait 500 000 livres, prennent tant d'ampleur que Vence doit démissionner. En 1783, le ministre de Castries lui fait parvenir l'ordre d'aller servir aux Indes sous Bussy.
Le navire le ramenant en France pour se défendre est coulé avec son immense fortune, amassée du temps où il était corsaire, près des côtes espagnoles par le Capitaine anglais Henry Trollope, Vence est recueilli avec les naufragés par le capitaine anglais qui, ne l'ayant pas reconnu, le met à terre à Lisbonne. Informé par l'ambassadeur du Roi de la présence de d'Estaing à Cadix pour y prendre le commandement de la flotte combinée franco-espagnol ; Vence l'y rejoint et après lui avoir conté son récit, participe à la campagne à ses côtés sur Le Terrible.
Décidé néanmoins à obtenir justice, il engage des démarches qui, malgré le soutien sans faille de l'amiral d'Estaing et de nombreux officiers de la Marine, ne sont pas couronnées de succès. Plusieurs années de tribulations n'ont pas altéré sa détermination à obtenir réparation et en 1789, la presse s'intéresse à lui et pousse le ministre de la Marine à une position moins injuste.
Il est admis en tant que membre d'origine de la Société des Cincinnati en 1783.

### Amiral sous la Révolution

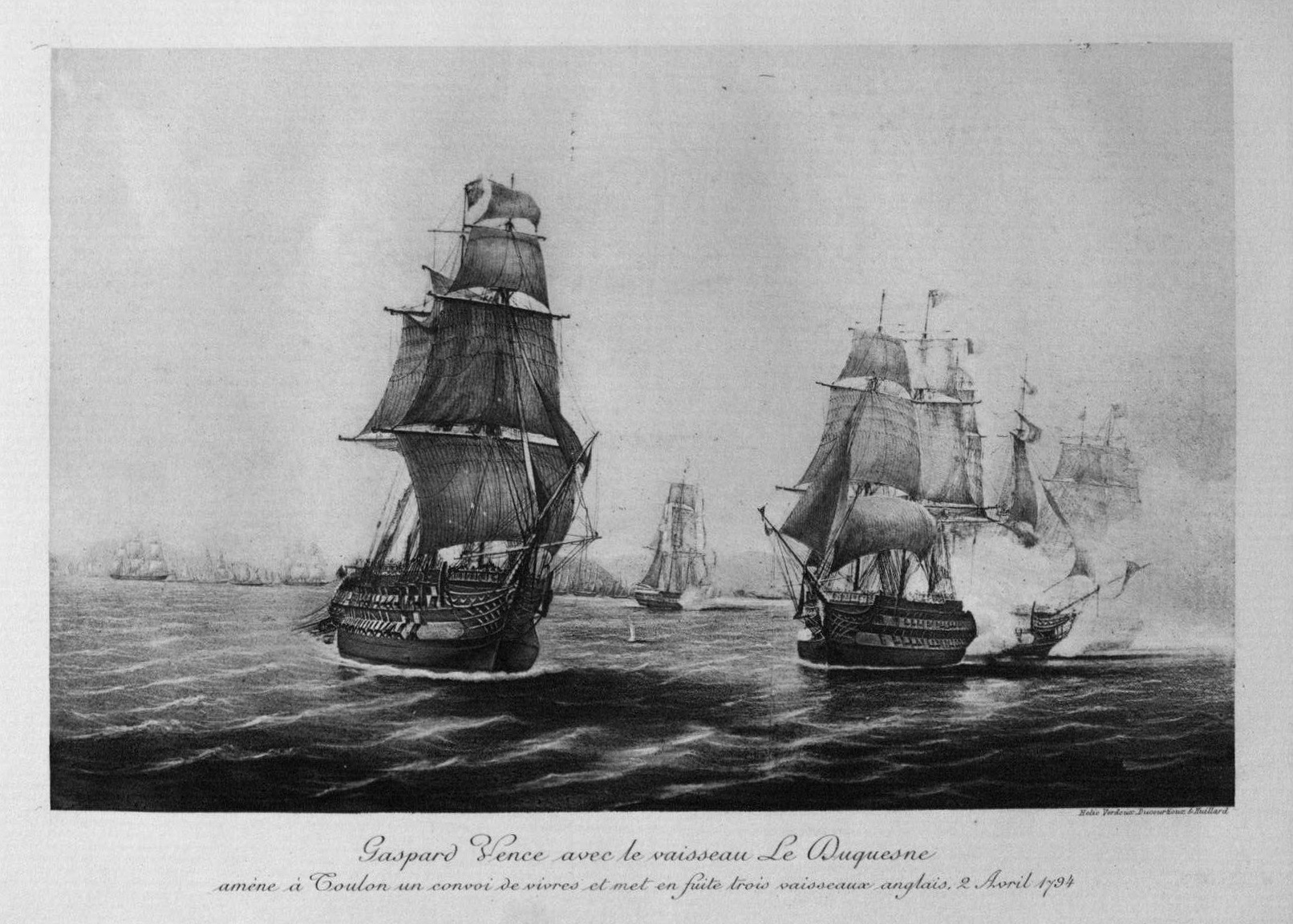
Gaspard Vence avec le vaisseau Le Duquesne amène à Toulon un convoi de vivres et met en fuite trois vaisseaux anglais, 2 avril 1794.

La Révolution intervient alors. Vence est enrôlé comme officier de la Garde nationale parisienne, sous les ordres du marquis de La Fayette, tandis que d'Estaing prend le commandement de celle de Versailles. En 1792 il est réintégré dans la Marine comme capitaine de vaisseau, finalement lavé de toutes les accusations anciennes portées contre lui à la Grenade, indemnisé de ses débours et traitements des anciennes campagnes. Vence peut alors à croire en son avenir, même si très vite il perd toute sympathie pour le nouveau régime.
Sur Le Duquesne et avec une division, dont fait partie un de ses neveux, il se rend au Levant puis à Tunis pour prendre livraison d'une importante commande de blé alors que la France est en pleine famine. Son retour tarde et il est accusé de trahison ; en fait, il connaît des difficultés dues à des escadres anglaises et espagnoles guettant sa sortie pour s'emparer du convoi et plusieurs de ses officiers ont fui leur poste. Pléville Le Pelley est envoyé à Tunis pour le destituer et le remplacer ; mais, après enquête, constatant la droiture et les efforts de Vence pour rapatrier le convoi, il le confirme dans son commandement et revient à Paris plaider sa cause,, position que confirmera le Bey de Tunis Hammouda Pacha.
Finalement Vence rejoint Marseille avec un convoi de 80 voiles après être passé au travers de sept bâtiments ennemis qui le bloquent à Tunis, enlevé deux navires espagnols au large de la Corse, et repart de suite escorter jusqu'à Toulon un convoi composé de vingt navires. Toulon souffre alors de disette. À l'approche de la ville, Vence force le blocus de trois vaisseaux anglais avec le seul Le Duquesne et la corvette la Fauvette, faisant l'admiration des Toulonnais qui l'accueillent en héros. Il rentre également à Toulon avec des prises espagnoles chargées de sommes considérables en or, en argent, de lingots et d'espèces monnayées.
Il commande le vaisseau L'Heureux à Toulon. Il est nommé contre-amiral à compter du 16 novembre 1793, par décret du 2 septembre 1794. Il est destitué en 1794, avant d'être réintégré la même année. Il est alors envoyé en service à Brest.
Vence, qui a suivi avec tristesse les phases du procès du comte d'Estaing condamné à la guillotine, fait un détour par Paris pour lui faire ses derniers adieux. Durant cette période troublée, Vence voit également être guillotinés comme contre-révolutionnaire son neveu Nicolas-Jean-Baptiste (1771-1793), administrateur des Bouches-du-Rhône et député à la Convention de Bourges par les royalistes (13 septembre 1793),,,,, ainsi qu'un de ses cousins du côté de sa mère, l'avocat Michel-François Caudière (1735-1794), président du Comité général des sections de Martigues, le 17 germinal An II pour fédéralisme.
Quelque temps plus tard, il escorte un convoi au départ de Bordeaux le long des côtes atlantiques à destination de Lorient mais, attaqué par l'escadre de l'amiral Cornwallis, il doit chercher refuge sous Belle Île. Vence attend la combinaison de l'heure de la marée et part alors au moment opportun pour rejoindre Lorient. Contre l'avis de Kerguelen qui partage l'idée de Vence, les commissaires de la Convention à Brest et Villaret-Joyeuse envoient une escadre de Brest dans le but de lui porter secours, qui rejoint Vence à hauteur de Groix : cette sortie est un désastre connu sous le nom de bataille de Groix, lors duquel nombre de vaisseaux français désobéirent au vice-amiral Villaret de Joyeuse.
Attaché au port de Lorient du 24 juin au 8 décembre 1795, il y commande une division navale. Il prend le commandement de la rade de Brest en 1795 et commande en second à Brest aux côtés de Villaret de Joyeuse en 1796. Destiné à commander la seconde escadre de l'expédition d'Irlande, il s'oppose avec Villaret de Joyeuse au projet d'expédition de Hoche, compte tenu de l'état lamentable des vaisseaux de l'escadre, du manque dramatique d'équipages aguerris et de la quasi absence de réserves de vivres. Lorsque Villaret de Joyeuse est remplacé par Morard de Galles, Bouvet de Précourt succède à Vence. Deux mois plus tard, l'expédition est un lourd échec.

### Fonctions à Toulon

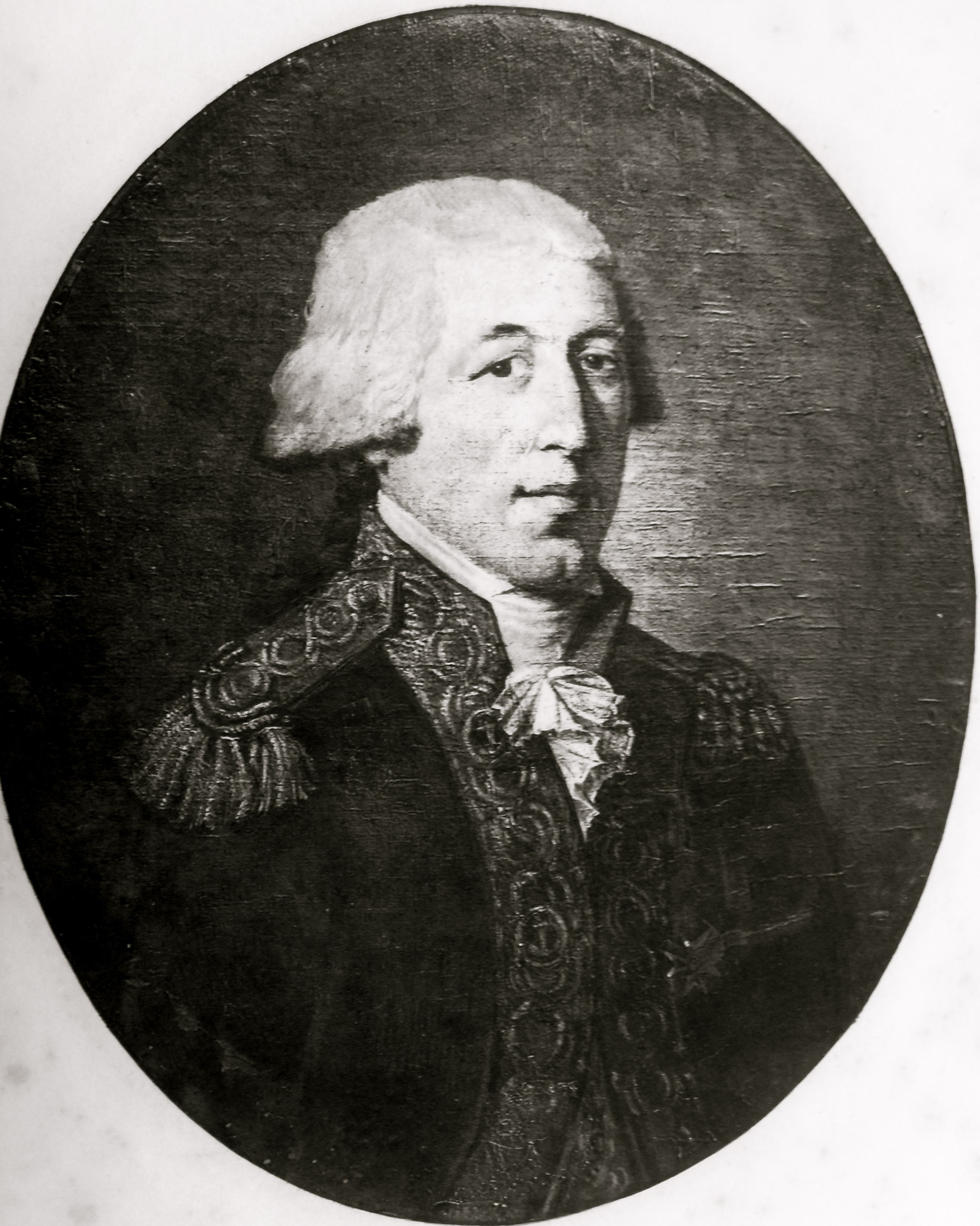
Portrait de Jean Gaspard de Vence.

Après le coup d'État du 18 fructidor an V, Vence est nommé commandant des armes à Toulon ; en cette capacité il a à charge la préparation de la grande Flotte et de l'escadre de Brueys qui conduit la campagne d'Égypte, en concert avec Najac, ordonnateur de la Marine de Toulon, et aux côtés de Bonaparte. Durant son séjour à Toulon pour les préparatifs, Vence reçoit chaque jour la visite de Bonaparte dans son cabinet de travail et l'ardeur des discussions est parfois tempérée par la présence de la jeune fille de Vence à laquelle Bonaparte témoigne beaucoup de tendresse. Après le départ de l'escadre, il assure la base logistique pour l'Italie, le débarquement français à Malte et l'Égypte, et la préparation d'une deuxième escadre de trente-huit bâtiments destinés à renforcer Bonaparte en Égypte. Il lui arrive à plusieurs reprises de financer de sa propre bourse l'équipement des navires et les hommes des escadres du fait du manque de moyens qui lui sont conférés.
Il se met en difficulté avec la municipalité de Toulon après avoir fait relaxer un officier de la Marine incarcéré pour avoir été dénoncé comme émigré et après un conflit avec Bruix, il est envoyé commander le port à Rochefort le 25 mai 1799, avant que le Directoire rapporte l'arrêté et enjoigne à Vence de reprendre le commandement des armes à Toulon le 3 septembre 1799.
Le Consulat le nomme préfet maritime le 20 juillet 1800, toujours à Toulon, dès la création de cette institution. Il continue à maintenir la correspondance avec les troupes d'Égypte. Il veille à la formation de l'escadre de secours que constituait Ganteaume à destination initiale des Côte des Barbaresques ainsi que celle de l'amiral Linois - un de ses amis intimes - et de l'adjudant général Pierre Devaux pour la Bataille d'Algésiras, où le 6 juillet 1801, la marine française prend sur ses vainqueurs d'Aboukir une si fière revanche. Durant ses fonctions à Toulon, il participe à l'affaiblissement de la course barbaresque en Méditerranée.
En 1802, il est appelé au commandement d'une escadre à Brest. Vence se rend ensuite en tant que chef d'escadre à Boulogne où Bonaparte réunit une armée dans le but d'une invasion en Angleterre. Il critique les bateaux plats avec lesquels est projetée la descente en Angleterre, expliquant qu'il s'agit de « véritables coquilles de noix » et qu'ils ne sont guère adaptés à la traversée de la Manche, et manifeste ainsi son scepticisme sur la valeur de la flottille du Camp de Boulogne. À la suite de ça, il est admis à la retraite en 1803.
Vence se retire dans son domaine de Vaulichères, près de Tonnerre, où il exploite ses vignes. Il y meurt le 12 mars 1808, à l'âge de soixante ans.

### Bilan

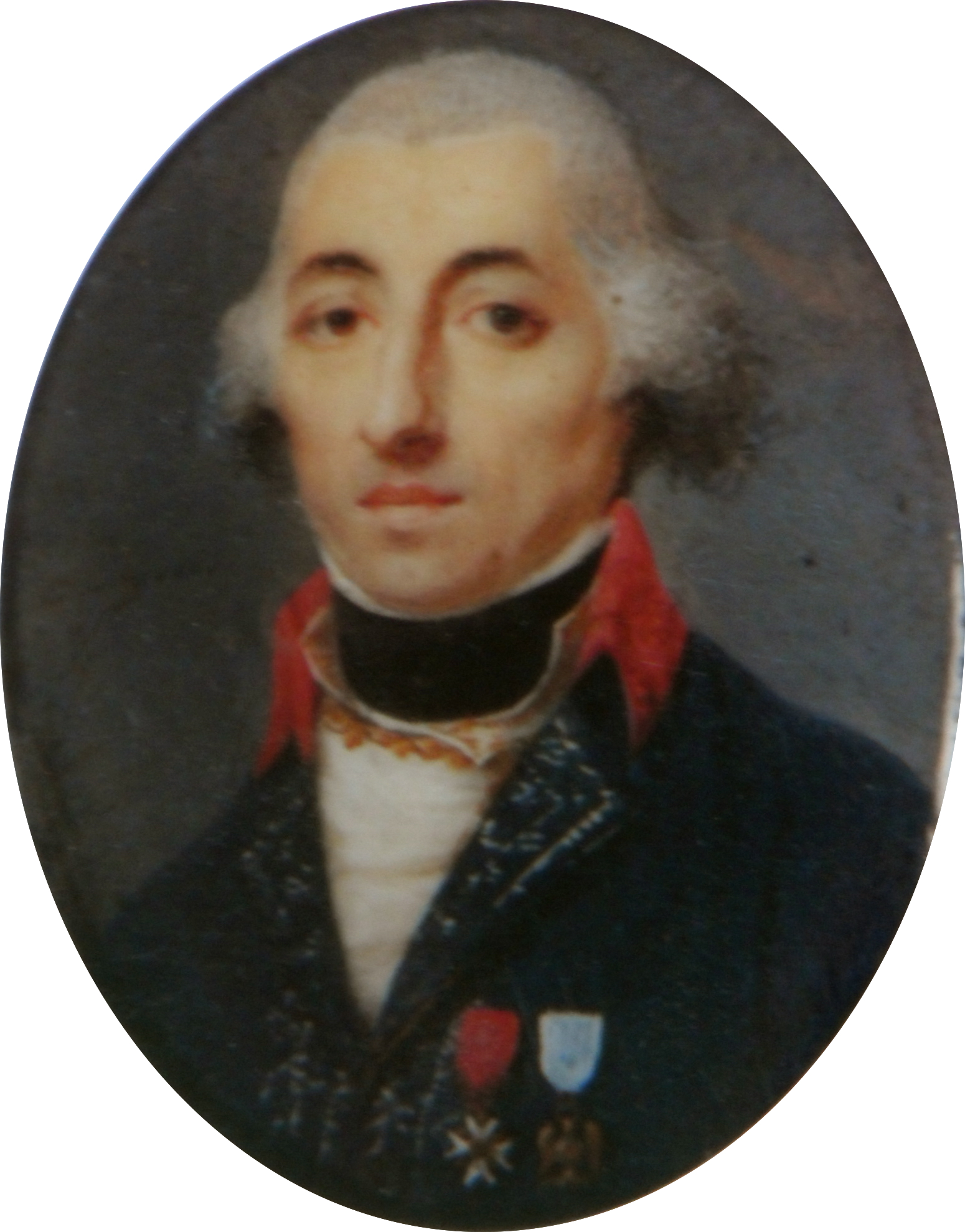
Portait de Vence, par Charles Guillaume Alexandre Bourgeois.

Malgré les conflits qu'il eut avec fonctionnaires et politiques, Vence est respecté par ses pairs et supérieurs comme en témoigne le soutien sans faille qu'il reçut de l'amiral d'Estaing, de Pléville Le Pelley ou bien de Jean-Charles de Borda. Ceci, tant pour ses solides compétences de marin et son zèle, que pour sa droiture et sa loyauté. Plus « marin » que « politique », ses conflits avec certains officiers et politiques l'amèneront à une retraite anticipée, alors que sa nomination au grade de Vice-amiral était en cours.
Jean Gaspard Vence était noté comme Second Expert et comme Chevalier Rose-Croix dans les états de la loge maçonnique « La Douce Union » à la Grenade en 1785, rite écossais ; il est aussi membre de la loge « Les Amis Réunis » d'Auxerre à partir de 1804. La loge maritime de recherche « Contre-amiral Vence n°2 » est nommée en son honneur en 2010, comme fille de la loge de recherche maritime « La Pérouse n°1 » sur la côte méditerranéenne au sein de l'Association ponantaise d'histoire maritime (affiliée à l'International Commission for Maritime History (en)).
Son portrait peint est réalisé par Joseph Boze. Charles Guillaume Alexandre Bourgeois peindra également plusieurs portraits miniatures de Vence.
Il donne son nom au boulevard de l'Amiral Vence à Toulon et à la rue Jean-Gaspard-Vence à Marseille.

### Famille
Jean Gaspard épouse une Wurtembourgeoise, originaire de Besigheim, Marie-Marguerite von Wettener de Brondout en 1784, fille du Jean-Henry et de Pierrette Girardin de Brondout. Il a de cette union deux enfants :
- Jean-Anthelme (1785-1802), enseigne de vaisseau, qui meurt en Martinique[32] embarqué sur le vaisseau Le Formidable alors commandé par Pierre Dumanoir le Pelley.
- Marie-Jeanne-Nicolas (1791-1870), qui en 1812 épouse le capitaine de vaisseau Auguste-Joseph Dumas (1772-1845), qui venait de quitter les pontons d'Angleterre après six ans de captivité, et qui occupait alors les fonctions d'aide de camp du ministre de la Marine, et par la suite celles de commandant de la Compagnie des Gardes du Pavillon du duc d'Angoulême Grand Amiral de France et de major de la Marine au port de Lorient, et qui sera décoré de l'ordre de Saint-Louis, de la Légion d'honneur et de la décoration du Lys. Il était le fils de Pierre Dumas, qui prit part au siège de Louisbourg au sein des Gardes françaises, devient négociant et député de la Charente-Inférieure à la fête de la Fédération, et de Catherine Durand d'Elbos, ainsi que le beau-frère de Charles Nicolas La Caille et cousin germain du baron de Boissieu. D'où :
  - Marie-Charlotte-Amélie (1813-1878), mariée à Louis-Édouard de Vandeuvre (fils du député royaliste Pierre-Prudent de Vandeuvre-Bazile) puis au notaire Pierre-Louis Menard.
  - Charles-Auguste-Edme (1814-1840), zouave, tué à la bataille du col de Mouzaïa.
  - Charles Joseph Dumas-Vence (1823-1904), contre-amiral, marié à Mathilde Goüin (nièce du ministre).